# Velna laiva
| QS Vor- und Frühgeschichte | Dieser Artikel wurde aufgrund von inhaltlichen Mängeln auf der Qualitätssicherungsseite des WikiProjekts Vor- und Frühgeschichte eingetragen. Dies geschieht, um die Qualität der Artikel aus diesem Themengebiet auf ein akzeptables Niveau zu bringen. Bitte hilf mit, die inhaltlichen Mängel dieses Artikels zu beseitigen, und beteilige dich bitte an der Diskussion! |  |

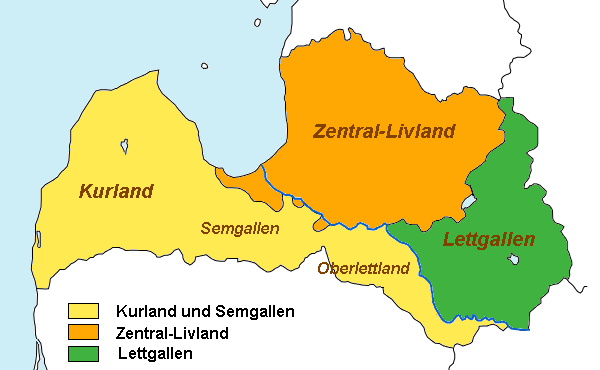
Karte von Lettland

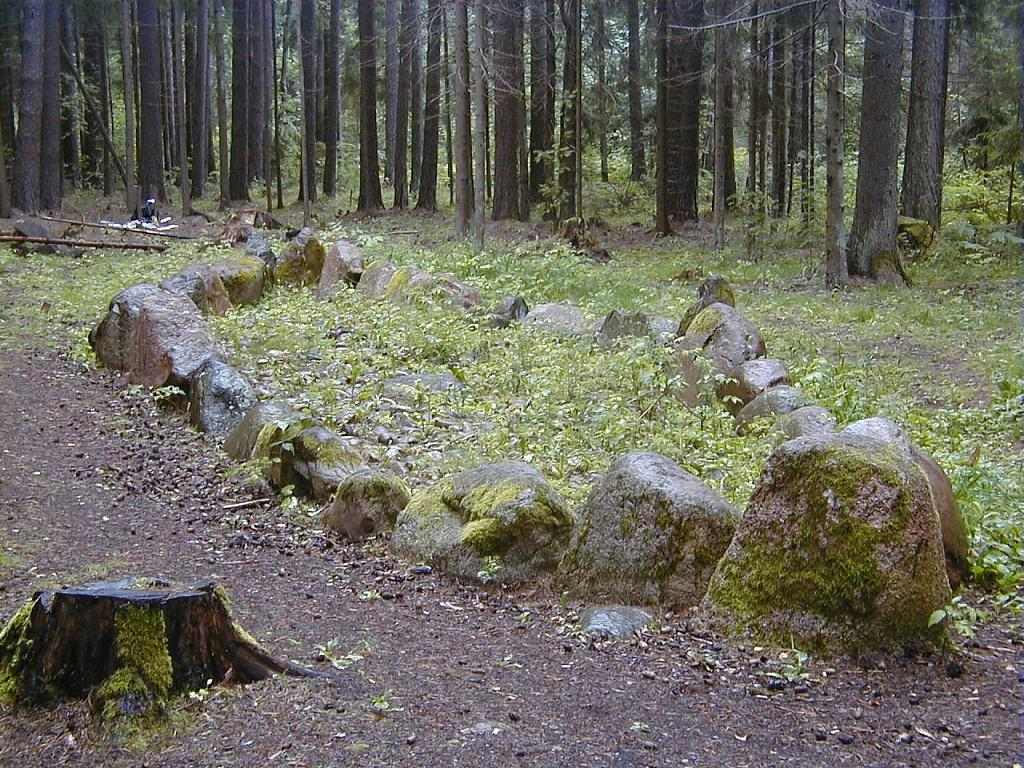
Schiffssetzung von Bīlavas

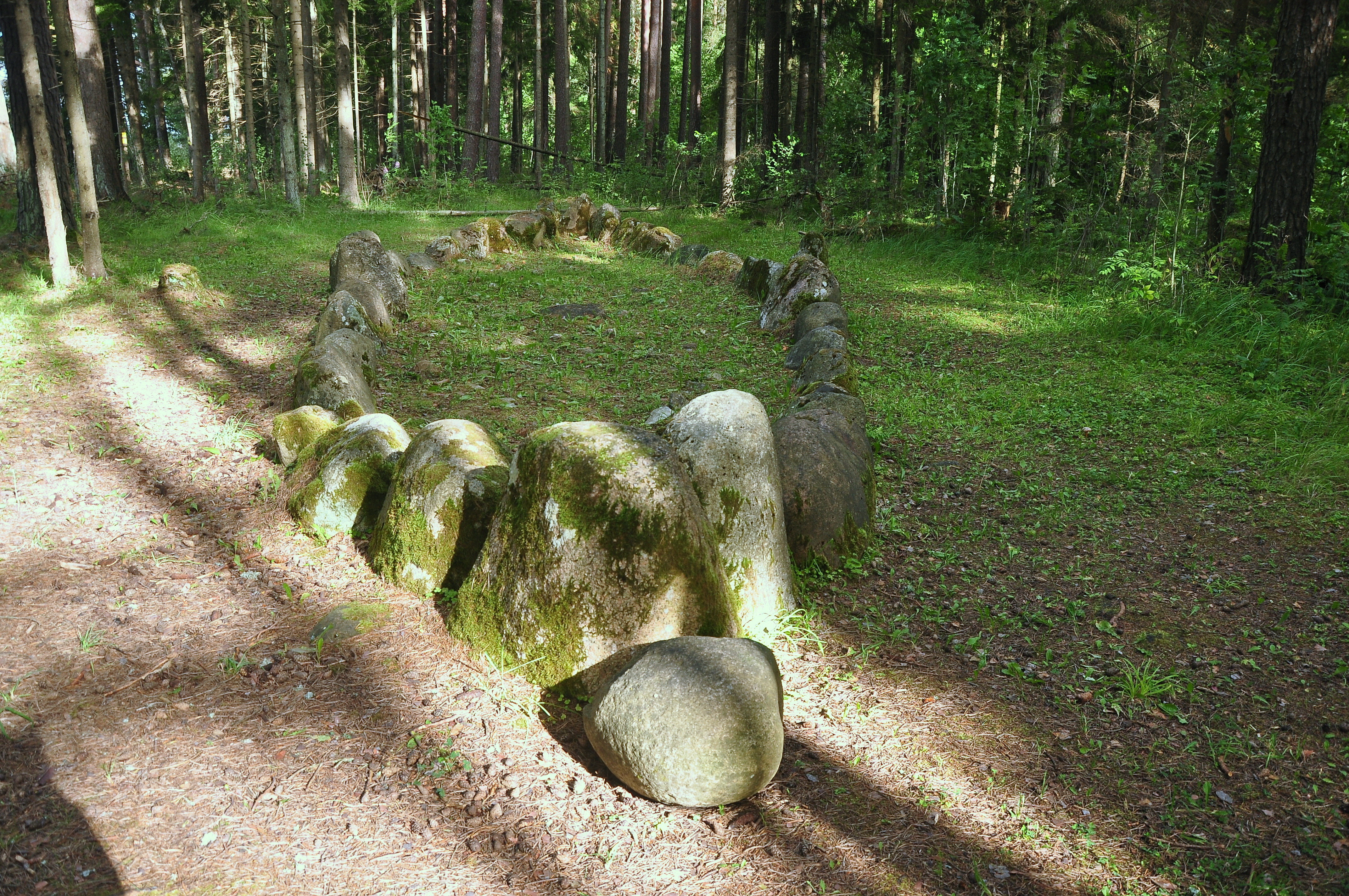
Schiffssetzung von Birznieki

Die Velna laiva (deutsch Teufelsboote) Kurlands (lett. Kurzeme) sind Schiffssetzungen aus der Bronzezeit (950–750 v. Chr.) im nordwestlichen Teil Lettlands.

## „Teufelsboote“ in Kurland
Bootsbestattungen waren von der Bronzezeit bis zur Wikingerzeit in Schweden (hauptsächlich auf der Insel Gotland), in Dänemark, Finnland, Norddeutschland, Norwegen und Westestland verbreitet. Die Steinschiffe wurden nach der Christianisierung der Letten mit dem Teufel in Verbindung gebracht.
Die „Teufelsboote“ Kurlands bestehen aus großen, aufrechten Granitsteinen, die ihre Enden mit extra großen Steinen betonen. Die Boote sind 9 bis 15 Meter lang und 2,5 bis 4,5 Meter breit. In der Mitte des Bootes sind Urnen, in denen in Gruben, manchmal in kleinen Steinkisten aus flachen Steinen, verbrannte Knochen liegen. Ein „Teufelsboot“ kann 4 bis 12 Bestattungen haben. Die innere Struktur der Bootsgräber war nahezu identisch. Das Grab befindet sich unter einer großen Steinplatte. Zwei oder mehr darunter liegende Steinkisten enthalten irdene Gefäße, Asche und Leichenbrand.

## Geschichte
In Lettland gab es in den Gemeinden Talsi (deutsch: Talsen, livisch: Tālsa) und Kuldīga (deutsch Goldingen) acht Schiffssetzungen. Heute sind nur noch die Steinboote von Birznieki und Bīlavas erhalten. In der Nähe von Pūrciems (in der Gemeinde Roja im Bezirk Talsi), etwa 300 m nordwestlich des Gehöftes Bīlavas, liegt das danach benannte Steinschiff. Nordöstlich von Valdemārpils, am Rande eines Waldes, liegt das Birznieki-Steinschiff.
Die Anwesenheit dieser Boote in Lettland ist ein Rätsel. Es wurde angenommen, dass es dort eine Kolonie von Gotländern aus der Bronzezeit gab. Das in Resten erhaltene Teufelsboot nördlich von Renda unterscheidet sich so sehr von den anderen Booten, dass es einem Versuch der Anwohner gleicht, skandinavische Steinschiffe nachzuahmen.

## Archäologie
Die ersten Ausgrabungen unternahm 1863 Julius Döring, ein deutschbaltischen Maler, Bibliothekar und Antiquar, in der Nähe des Gehöftes Bīlavas. Er deckte zwei Nordwest-Südost orientierte Schiffssetzungen auf. Bei der Ausgrabung wurden 10 bis 12 dünne Steinplatten gefunden, die auf drei Ebenen gestapelt waren. Sie waren mit Sand gefüllt, der mit verbrannten menschlichen Knochen, Holzkohle und Scherben vermischt war.
Die letzte archäologische Ausgrabung wurde 1999 von Andrei Vasks durchgeführt. Das Teufelsboot war gut erhalten, 14,5 m lang und 3,05 m breit. Während der Ausgrabung wurden Schalenfragmente und verbrannte menschliche Knochen sowie ein ganzer Topf Ton gefunden. Die Fundstätte wurde zu einem Kulturdenkmal von nationaler Bedeutung erklärt.

## Überlieferung von Bīlavas
Der älteste des Kreises, namens Vidzers soll einen Vertrag mit dem Teufel geschlossen haben, damit er die Meeresenge zwischen der Insel Saaremaa und Kap Kolka zuschüttet. So wäre der Eingang in die Bucht für die deutschen Schiffe geschlossen und die Möglichkeit genommen, an der Küste von Kurland anzulegen. Der Teufel hat Sand in Holzschiffe geladen, aber während der dritten Fahrt wurde er in der Nacht vom Krähen des Hahnes überrascht und ist zur Höhle gefahren. Die Schiffe haben sich in Steine verwandelt. So sollen sich die Teufelsboote gebildet haben. Der Wald, in dem sie sich befinden, hat Vidzeris Namen erhalten.